# Barra d'Alcântara
Barra d'Alcântara is een gemeente in de Braziliaanse deelstaat Piauí. De gemeente telt 3.886 inwoners (schatting 2009).